# Stanislav Benda

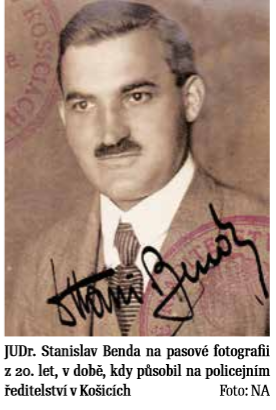
JUDr. Stanislav Benda

Stanislav Benda (14. listopadu 1886 Němčičky - 24. prosince 1956) byl československý policejní úředník, hájil demokratické Československo proti činnosti nestátotvorných stran usilujících o jeho zničení. Pro svou činnost byl odsouzen v politickém procesu na 15 let, ve výkonu trestu zemřel.

## Život
Po absolvování právnické fakulty v Praze působil jako vyšetřující soudce u vojenských soudů v Dalmácii, Albánii, Polsku a Itálii.
Po vzniku Československa projevil nově vzniklý stát o služby mladého nadporučíka velký zájem a poslal ho jako vyšetřujícího soudce divizního soudu do Košic, na místo, kde se válčilo s Maďary, Poláky a samozvanou Bolševickou prešovskou republikou. Jeho hlavním úkolem potírání špionáže. Zde se také projevil jeho mimořádný talent, kdy se mu podařilo vytvořit špionážní síť mezi důstojníky maďarské rudé armády, prostřednictvím které získával neocenitelné zprávy.
V roce 1922 vstoupil do policejních služeb a byl jmenován vedoucím politického oddělení. I, kde se mu pracovně dařilo. V roce 1924 byl přeložen na policejní ředitelství v Bratislavě, kde převzal Státně-bezpečnostní sekci. Zde získal pověst „Lovce hlav“.
V roce 1927 byl Stanislav Benda ministrem vnitra Janem Černým jmenován na post přednosty zpravodajského oddělení pražského policejního ředitelství, což byl v té době vrcholný post v bezpečnostních složkách. Oddělení mělo dvě sekce. Pod první spadala státní bezpečnost a pod druhou Zpravodajská ústředna (Zús) a její odbočky (OZús).
Z Prahy se Benda stěhoval do první linie boje s nacismem, 29. července 1935 byl jmenován do čela libereckého policejního ředitelství.
Po obsazení pohraničí byl Stanislav Benda jmenován do čela policejního ředitelství v Olomouci. Do nového působiště dostával z Liberce výhružné anonymní dopisy. V lednu 1939 jej časopis „Der Stürmer“ označil za „bílého Žida“.
16. března 1939, druhý den po okupaci Československa, byl odvolán z funkce. Po výsleších na Gestapu byl v roce 1941 předčasně penzionován.
Na jaře 1945 prošel bez problémů prověrkami občanské spolehlivosti a vrátil se do čela libereckého Ředitelství Národní bezpečnosti. V roce 1947 odešel do penze.

## Politický proces
Po komunistickém převratu začala vládnoucí strana vyhledávat spisy někdejší Státní bezpečnosti, které byly shromažďovány v Praze. Pro Stanislava Bendu začalo martyrium výslechů, které vyvrcholilo jeho zatčením a domovní prohlídkou na 29. ledna 1953 (zatykač však byl Hlavní správou Stb vydán až na začátku února 1953). Důvodem bylo záměrné nasazování agentů do KSČ, jejich řízení a špionážní činnost proti SSSR, které prováděl v období první republiky. Tato „trestná činnost“ však nestačila k jeho odsouzení v politickém procesu. Byl umístěn do vyšetřovací vazby a 12. ledna 1954 (tedy rok po zatčení) byl obžalován, že během asi čtyřiceti výslechů, kterými prošel během okupace na Gestapu, prozradil řadu závažných informací o činnosti předválečné československé policie a o agentech pro ni pracujících. Tím se měl dopustit vojenské zrady. I toto obvinění bylo účelové (neboť jeho činnost byla po válce pečlivě prověřována). Prvoinstanční Krajský soud v Praze jej odsoudil na 15 let do vězení, k propadnutí poloviny majetku, ztrátě čestných práv občanských na 10 let a úhradě nákladů řízení. O tři měsíce později byl Nejvyšším soudem v Praze v odvolacím řízení rozsudek pro řadu procesních opomenutí a nejasností zrušen, a vrácen k novému projednání.
O Bendově odsouzení však již zřejmě bylo rozhodnuto, 20. srpna 1954 byl Krajským soudem v Praze opět uznán vinným ze zrady a odsouzen ke stejnému trestu. Tentokrát Nejvyšší soud v Praze 20. října 1954 rozsudek potvrdil.
Paradoxem je, že rozsudek padl podle zákona na ochranu republiky z roku 1923, tedy podle normy, kterou se za první republiky Stanislav Benda řídil.
Stanislav Benda zemřel ve výkonu trestu 24. prosince 1956.
9. prosince 1968 byl Krajským soudem v Praze rozsudek plně zrušen jako nezákonný a JUDr. Benda byl plně rehabilitován.